# لسپزی (کوه)
لسپِزی (۲۵۱۶ متر) پنجمین قله مرتفع در رومانی است. این کوه در شهرستان سیبیو و رشته کوه فاگاراش قرار دارد. 